# Elecciones estatales de Campeche de 1983
Las elecciones estatales de Campeche de 1983 se realizaron el domingo 3 de julio de 1983 y en ellas se renovaron los veintitrés escaños del Congreso del Estado de Campeche, de los cuales veintiuno fueron electos por mayoría relativa y dos fueron designados mediante representación proporcional para integrar la LI Legislatura del Congreso del Estado de Campeche.

## Resultados
|  | 82.57 % |

|  | 2.46 % |

|  | 2.15 % |

|  | 1.29 % |

|  | 0.34 % |

|  | 11.11 % |

|  | 100 % |